# Kapitia obscura
Kapitia obscura är en spindelart som beskrevs av Forster 1956. Kapitia obscura ingår i släktet Kapitia och familjen dansspindlar. Inga underarter finns listade i Catalogue of Life.